# Шофур лез Етреши
Шофур лез Етреши (фр. Chauffour-lès-Etréchy) насеље је и општина у Француској у региону Париски регион, у департману Есон која припада префектури Етан.
По подацима из 2011. године у општини је живело 138 становника, а густина насељености је износила 28,75 становника/km². Општина се простире на површини од 4,8 km². Налази се на средњој надморској висини од 140 метара (максималној 159 m, а минималној 95 m).

## Демографија
| 1962. | 1968. | 1975. | 1982. | 1990. | 1999. | 2011. |
| ----- | ----- | ----- | ----- | ----- | ----- | ----- |
| 61    | 80    | 71    | 81    | 70    | 119   | 138   |

График промене броја становника у току последњих година